# Rivolta di Stennes

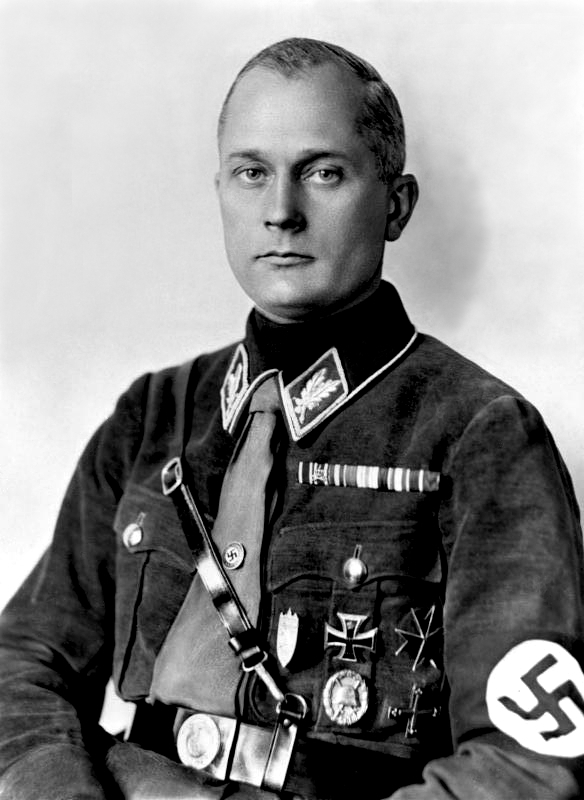
Walther Stennes

La rivolta di Stennes fu una rivolta all'interno del Partito nazista nel 1930-1931 guidata da Walther Stennes (1895-1983), il comandante di Berlino delle Sturmabteilung (SA). La rivolta nacque da tensioni interne e conflitti all'interno del Partito Nazionalsocialista, in particolare tra l'organizzazione del partito con sede a Monaco e Adolf Hitler da un lato, e le SA e la sua leadership dall'altro. Ci sono alcune prove che Stennes potrebbe essere stato pagato dal governo del cancelliere tedesco Heinrich Brüning, con l'intenzione di provocare un conflitto all'interno del movimento nazista.

## Contesto
Il ruolo e lo scopo delle SA all'interno del nazismo erano ancora irrisolti nel 1930. Hitler vedeva la SA come un ente strettamente politico, un organismo subordinato la cui funzione era quella di promuovere l'espansione e lo sviluppo nazista. Le funzioni proprie delle SA, dal punto di vista di Hitler, erano quelle politiche, come proteggere le riunioni naziste dall'interruzione dei manifestanti, interrompere le riunioni degli avversari, distribuire la propaganda, reclutare, marciare nelle strade, mostrare sostegno alla causa nazista, campagne politiche, e ingaggiare risse con i comunisti nelle strade. Hilter non voleva conferire alle SA il ruolo di organizzazione militare o paramilitare.
Molti nelle SA, compresa la sua leadership, avevano una visione contraria e più gloriosa del ruolo della SA: per essi, le SA erano una nascente organizzazione militare, la base per un futuro esercito cittadino sul modello napoleonico, un esercito che, idealmente, avrebbe assorbito la Reichswehr e sostituito i suoi ideali prussiani antiquati con gli ideali nazionalsocialisti "moderni".

## Le elezioni del 1930

### L'appello per le elezioni
Le elezioni del Reichstag avevano avuto luogo nel 1928 e le successive elezioni erano previste per il 1932 ma il governo Müller cadde alla fine di marzo 1930 per la questione dell'ammontare dei contributi dei datori di lavoro nell'assicurazione contro la disoccupazione.
Il suo successore, il governo Brüning, non fu in grado di ottenere la maggioranza parlamentare per il proprio disegno di legge di riforma finanziaria, che venne respinto dal Reichstag il 16 luglio 1930. Brüning chiese quindi a Hindenburg di applicare l'articolo 48 della costituzione per promulgare il disegno di legge in qualità di decreto di emergenza. Hindenburg lo fece ma il Reichstag respinse prontamente il disegno di legge il 18 luglio 1930, invalidando così il decreto presidenziale ai sensi della costituzione. Brüning allora chiese a Hindenburg di sciogliere il parlamento e di indire nuove elezioni, che erano previste per il 14 settembre 1930.

### Richieste delle SA: agosto 1930
I membri delle SA a Berlino, guidate da Stennes, avevano da tempo espresso obiezioni alle politiche e agli scopi delle SA stabilite da Hitler. Questi membri delle SA vedevano la loro organizzazione come un gruppo rivoluzionario, l'avanguardia di un ordine nazional-socialista che avrebbe rovesciato con la forza l'odiata repubblica.
Stennes si lamentò del fatto che l'avanzamento all'interno della SA era impropriamente basato sul clientelismo e sul favoritismo piuttosto che sul merito. Si oppose all'approccio rispettoso della legge che Adolf Hitler aveva adottato dopo il Putsch di Monaco, e a lui e i suoi uomini non piacque l'ordine hitleriano per porre fine agli attacchi di strada contro comunisti ed ebrei. Le SA volevano anche tre posti assicurati nella lista del partito per le imminenti elezioni del Reichstag. Inoltre, Stennes si lamentava del fatto che i membri delle SA sotto il suo comando non venivano retribuiti a sufficienza.
La SA stilarono un elenco di sette richieste. Il 7 agosto 1930 Joseph Goebbels, il Gauleiter di Berlino, incontrò Stennes e altri ufficiali delle SA nella città. Stennes chiese tre seggi elettorali e ventilò in caso di rifiuto una "rivoluzione di palazzo", sostenendo che si sarebbe dimesso e avrebbe portato con sé l'80% delle SA di Berlino (circa 15.000 uomini).
Hitler aveva già sentito le richieste delle SA da Franz Pfeffer von Salomon, il comandante supremo delle SA; aveva respinto completamente le richieste di Pfeffer, gli aveva detto di "sparire" e lo aveva definito un "ammutinato". Hitler ignorò l'iniziativa di Stennes e non gli concesse udienza quando questi venne a Monaco per cercare di incontrarlo. La richiesta degli inserimenti nelle liste elettorali venne costantemente respinta.
Il 27 agosto Stennes minacciò di nuovo Goebbels: voleva i tre seggi del Reichstag, più soldi per le SA e più potere politico nel movimento. Hitler rifiutò nuovamente di dare seguito alle richieste. Pfeffer si era ormai dimesso e Hitler assicurò a Goebbels che avrebbe mandato il capo di stato maggiore delle SA, Otto Wagener, per sistemare le cose nelle SA.
Stennes decise che era necessario agire. Di conseguenza, le SA di Berlino rifiutarono di fornire protezione per Goebbels durante il suo discorso allo Sportpalast del 30 agosto 1930, e i suoi uomini sfilarono invece alla Wittenbergplatz, manifestando contro Goebbels. Questo si rivolse quindi alle SS, che fornirono la sicurezza e la protezione necessarie durante l'incontro e che furono poi incaricate di proteggere l'ufficio del Gau a Berlino.
Le SA presero quindi d'assalto l'ufficio del Gau sulla Hedemannstrasse, ferendo gli uomini delle SS e distruggendo i locali. Goebbels rimase scioccato dall'entità del danno fatto e informò Hitler, che lasciò il Festival Wagner a Bayreuth e volò immediatamente a Berlino.
Hitler parlò con Stennes e con i gruppi di SA il giorno successivo, esortandoli a seguire la sua guida. Ridefinì la questione in termini diversi e più semplici: le SA erano interamente fedeli a Hitler secondo il principio del Führerprinzip oppure no? Poi, il giorno seguente, convocò una riunione di circa 2000 SA e annunciò che avrebbe assunto personalmente la carica di Capo Supremo delle SA e delle SS (diventando così Partei- und Oberster SA-Führer). Le SA applaudirono e furono felicissime che il loro leader stesse finalmente dando loro il riconoscimento che sentivano di meritare. Hitler fece anche leggere a Stennes una dichiarazione in cui annunciava un aumento del finanziamento delle SA. Un prelievo speciale di 20 pfennig sarebbe stato applicato sulle quote del partito per pagarlo.
La crisi finì per il momento. I membri delle SA, a quanto pare, non volevano andare in rotta di collisione con Hitler o contestare la sua leadership, ma cercavano solo un trattamento che consideravano adeguato alla loro missione e al loro ruolo nel partito. Tuttavia, lo sforzo di Hitler non sarebbe stato sufficiente a rimuovere la questione strutturale di fondo che condizionava il rapporto tra il partito e le SA: qual era il ruolo di queste ultime e, in particolare, quale posto spettava loro se il partito fosse effettivamente riuscito a ottenere il potere politico che cercava e bramava?

## Primavera del 1931
Sebbene si fosse nominato comandante supremo delle SA, Hitler non aveva alcun interesse a dirigerle; l'organizzazione e l'amministrazione lo annoiavano e non aveva interesse o predisposizione per loro e i suoi talenti risiedevano nella propaganda e nell'oratoria. Convocò quindi Ernst Röhm e gli offrì il comando effettivo della SA, in qualità di suo capo di stato maggiore. Röhm tornò in Germania dal suo esilio autoimposto in Sud America e prontamente riorganizzò le SA, togliendo a Stennes il controllo della Slesia.
Nel frattempo, Stennes continuava a protestare: notò che le SA di Breslavia non erano in grado di presentarsi all'ispezione nel febbraio 1931 perché mancavano di calzature. Si lamentò anche del ritorno di Röhm per dirigere le SA, contestando l'omosessualità del capo di stato maggiore.
Ancora più preoccupante, la strategia di prendere il potere con la forza venne sostenuta da Stennes negli articoli di febbraio pubblicati sul Der Angriff. Questo era un brutto segnale per la leadership nazista in quanto contravveniva alla strategia di Hitler di ottenere il potere solo attraverso mezzi costituzionali e di rinunciare alla violenza come mezzo per ottenerlo. Inoltre, Hitler aveva annunciato pubblicamente di "fare affidamento solo sulla legalità" nel processo a Lipsia contro tre giovani ufficiali della Reichswehr per "attività di tradimento" nel settembre 1930. Questo era in perfetto tempismo per le elezioni autunnali e, consapevole del valore propagandistico che ne derivava, giurò nel banco dei testimoni che il partito aveva rinunciato ai mezzi violenti e illegali come mezzo di raggiungimento del potere.
Il 20 febbraio 1931 Hitler emise un decreto che rendeva le SA subordinate all'organizzazione del partito a livello di Gau. Stennes protestò blandamente presso Röhm per lettera, sollevando anche la situazione dei disoccupati delle SA. Il 26 febbraio, Röhm vietò alle SA di prendere parte a battaglie di strada e proibì inoltre ai suoi leader di parlare in pubblico.
Il 28 marzo 1931 Brüning, impiegando i poteri derivati dallo stato di emergenza di Hindenburg ai sensi dell'articolo 48 della costituzione, emise un decreto di emergenza che obbligava a registrare tutte le riunioni politiche e che tutti i manifesti e i volantini politici fossero soggetti a censura. Il decreto diede inoltre ampi poteri a Brüning per frenare "gli eccessi politici". Naturalmente le SA si opposero al decreto. Tuttavia, Hitler, il cui partito aveva recentemente ottenuto una sorprendente vittoria elettorale nelle elezioni del Reichstag del settembre 1930 e la cui "politica di legalità" sembrava dare i suoi frutti nella miseria economica della depressione, ordinò una stretta osservanza della nuova legge. Stennes rifiutò.

### Espulsione di Stennes
Stennes si ribellò di nuovo. Le SA presero nuovamente d'assalto gli uffici del partito a Berlino nella notte tra il 31 marzo e il 1º aprile e ne presero il controllo fisico. Inoltre, le SA presero possesso degli uffici del quotidiano di Goebbels, il Der Angriff. Le versioni pro-Stennes del giornale apparvero il 1° e il 2 aprile.
Hitler ordinò a Goebbels di usare tutti i mezzi necessari per reprimere la rivolta. Questa volta, la polizia di Berlino venne chiamata per espellere gli intrusi delle SA dagli uffici del partito. Goebbels e Göring epurarono le SA a Berlino e nei suoi dintorni. Poiché tutto il denaro per le SA veniva distribuito attraverso il quartier generale del Gau, fu cosa semplice interrompere l'afflusso di denaro e la mancanza di fondi causò il collasso della ribellione. Stennes fu quindi espulso dal partito.
In un articolo sul Völkischer Beobachter, Hitler giustificò l'espulsione di Stennes, definendolo un "socialista da salotto". L'editoriale di Hitler richiedeva che tutti gli uomini delle SA scegliessero tra lui e Stennes, dichiarando che l'ammutinato Stennes era un cospiratore contro il nazionalsocialismo.
Hitler dimostrò la sua fiducia nelle SS sostituendo Stennes con un SS. Stennes aveva un seguito tra le SA di sinistra a Berlino, Pomerania, Meclemburgo e Slesia. Quando lasciò le SA e il partito, fondò la Lega Combattente Nazionalsocialista di Germania (Nationalsozialistische Kampfbewegung Deutschlands, NSKD) e si legò a Otto Strasser, nonché con Hermann Ehrhardt, ex leader della ormai sciolta Lega vichinga (Bund Wiking). Reclutò circa 2000 SA da Berlino e altrove insieme a 2000 seguaci di Ehrhardt, e i leader protestarono dicendo che "l'NSDAP ha abbandonato il corso rivoluzionario del vero nazionalsocialismo" e diventerà "solo un altro partito di coalizione".

## Conseguenze
Gli uomini d'affari conservatori acquisirono maggior fiducia in Hitler dopo aver assistito alla repressione dell'elemento più radicale rappresentato da Stennes e alla conseguente adesione di Hitler alla "legalità". Come osserva Collier:
Ironicamente la rivolta di Stennes può aver aiutato l'ascesa al potere dei nazisti, in quanto gli elementi più moderati della destra tedesca osservarono l'adesione di Hitler alla legalità e credettero che fosse "rispettoso della legge".
La rivolta illustrò l'approccio coerente di Hitler alla risoluzione delle frizioni all'interno del partito: ricorrere al Führerprinzip, piuttosto che affrontare i problemi strutturali di fondo che avevano motivato la tensione. In questo caso, quei problemi strutturali sottostanti rimasero semplicemente sopiti per diversi anni, e le tensioni intrinseche tra il partito e le SA crebbero solo sotto l'abile guida delle SA di Röhm, le cui ambizioni erano certamente più alte di quelle di Stennes. La vera risoluzione del dilemma nazista dovette attendere fino a quando l'esercito tedesco non forzò la questione nell'estate del 1934, quando, con le SA sempre più irrequiete e Hindenburg sul letto di morte, Hitler rispose con la notte dei lunghi coltelli. Dopo aver lasciato la Germania nel 1933, Stennes lavorò come consigliere militare di Chiang Kai-shek fino al 1949, quando tornò in Germania.